# Antena de Oro 2006
La XXXIV Edició dels Premis Antena de Oro 2006 foren entregats el 20 d'octubre de 2006 en un hotel de Madrid.

## Televisió
- Anne Igartiburu por ¡Mira quién baila!.
- Sonsoles Suárez per Espejo público.
- Camera Café.
- Las noticias del guiñol.
- José María Castro (Serveis informatius de TV Balears).

## Ràdio
- Carlos Herrera per Herrera en la Onda.
- Álex Grijelmo García per Palabras moribundas.
- Los cuarenta principales.
- De Costa a Costa.
- Serveis Informatius de Protagonistas.

## Altres
- Música: los Panchos, Chico Castillo
- Toros: Sebastián Palomo Linares

## Trajectòria professional
- Carmen Sevilla

## Política
- Alberto Ruiz Gallardón[2]